# قورباغه سمی نشسته
قورباغه سمی نشسته (نام علمی: Ameerega bassleri) نام یک گونه از تیره قورباغه زهرآگین است. این گونه قورباغه بوم زادپرو می‌باشد.
این گونه در زمین‌های کم ارتفاع و جنگل‌های کوهستانی در پرو در ارتفاع حدود ۲۷۰–۱٬۲۰۰ متری یافت می‌شود. این گونه در فهرست سرخ سازمان آیوسی ان در لیست گونه در نزدیکی تهدید جای گرفته‌است.